# Adams County (North Dakota)
Adams County ist ein County im Bundesstaat North Dakota der Vereinigten Staaten. Der Verwaltungssitz (County Seat) ist Hettinger.

## Geographie
Das County liegt im Südwesten von North Dakota, grenzt im Süden an South Dakota und hat eine Fläche von 2561 Quadratkilometern, wovon 2 Quadratkilometer Wasserfläche sind. Es grenzt im Uhrzeigersinn an folgende Countys: Hettinger County, Grant County, Sioux County, Perkins County (South Dakota), Harding County (South Dakota), Bowman County und Slope County.

## Geschichte
Adams County wurde am 17. April 1907 aus Teilen des Hettinger County gebildet. Benannt wurde es nach John Quincy Adams, einem US-amerikanischen Eisenbahnfunktionär und -pionier, der die Eisenbahnlinie der Chicago, Milwaukee, St. Paul and Pacific Railroad durch North Dakota baute.
Drei Bauwerke des Countys sind im National Register of Historic Places eingetragen (Stand 18. März 2018).

## Demografische Daten
Im Gegensatze zu anderen Gegenden des Bundesstaates, der in den letzten Jahrzehnten aufgrund der Ölindustrie einen deutlichen Bevölkerungszuwachs erzielte, fällt die Einwohnerzahl im Adams County bereits seit den 1960er Jahren stetig.

Alterspyramide des Adams County

Nach der Volkszählung im Jahr 2000 lebten im Adams County 2.593 Menschen in 1.121 Haushalten und 725 Familien. Die Bevölkerungsdichte betrug 1 Einwohner pro Quadratkilometer. Ethnisch betrachtet setzte sich die Bevölkerung zusammen aus 98,50 Prozent Weißen, 0,54 Prozent Afroamerikanern, 0,31 Prozent amerikanischen Ureinwohnern, 0,15 Prozent Asiaten, 0,04 Prozent Bewohnern aus dem pazifischen Inselraum und 0,12 Prozent aus anderen ethnischen Gruppen; 0,35 Prozent stammten von zwei oder mehr Ethnien ab. 0,27 Prozent der Bevölkerung waren spanischer oder lateinamerikanischer Abstammung.
Von den 1.121 Haushalten hatten 26,6 Prozent Kinder und Jugendliche unter 18 Jahre, die bei ihnen lebten. 56,6 Prozent waren verheiratete, zusammenlebende Paare, 5,5 Prozent waren allein erziehende Mütter, 35,3 Prozent waren keine Familien, 32,6 Prozent waren Singlehaushalte und in 17,9 Prozent lebten Menschen im Alter von 65 Jahren oder darüber. Die Durchschnittshaushaltsgröße betrug 2,24 und die durchschnittliche Familiengröße lag bei 2,85 Personen.
Auf das gesamte County bezogen setzte sich die Bevölkerung zusammen aus 23,2 Prozent Einwohnern unter 18 Jahren, 4,1 Prozent zwischen 18 und 24 Jahren, 21,7 Prozent zwischen 25 und 44 Jahren, 27,0 Prozent zwischen 45 und 64 Jahren und 24,1 Prozent waren 65 Jahre alt oder darüber. Das Durchschnittsalter betrug 46 Jahre. Auf 100 weibliche Personen kamen 91,5 männliche Personen. Auf 100 Frauen im Alter von 18 Jahren oder darüber kamen statistisch 90,6 Männer.
Das jährliche Durchschnittseinkommen eines Haushalts betrug 29.079 USD, das Durchschnittseinkommen der Familien betrug 34.306 USD. Männer hatten ein Durchschnittseinkommen von 23.073 USD, Frauen 18.714 USD. Das Prokopfeinkommen betrug 18.425 USD. 8,5 Prozent der Familien und 10,4 Prozent Familien lebten unterhalb der Armutsgrenze. Davon waren 11,1 Prozent Kinder oder Jugendliche unter 18 Jahre und 11,1 Prozent waren Menschen über 65 Jahre.

## Politik
Das Adams County ist traditionell republikanisch geprägt. Seit den Präsidentschaftswahlen im Jahre 1900 haben die Demokraten nur 1932, 1936, 1964 und – mit 19 Stimmen Vorsprung – 1976 gewonnen. Während Barack Obama 2008 immerhin noch 34,23 % der Stimmen erzielen konnte, sind die Ergebnisse der Demokraten seither regelrecht eingebrochen. Bei den Präsidentschaftswahlen 2020 erzielte Joe Biden nur 20,33 % gegenüber Donald Trumps 77,30 %. Dies hat mit der zunehmenden Stadt-Land-Polarisierung zu tun, wonach die Demokraten in städtischen und die Republikaner in ländlichen Gebieten ihre Hochburgen haben. Diesem Trend folgt auch das dünn besiedelte Adams County.